# ژوفتی وودی
ژوفتی وودی (به روسی: Жовті Води) شهری در استان دنیپروپتروفسک در کشور اوکراین است. جمعیت این شهر ۴۲,۹۰۱ (۲۰۲۱ تخمینی) نفر است.

## نگارخانه

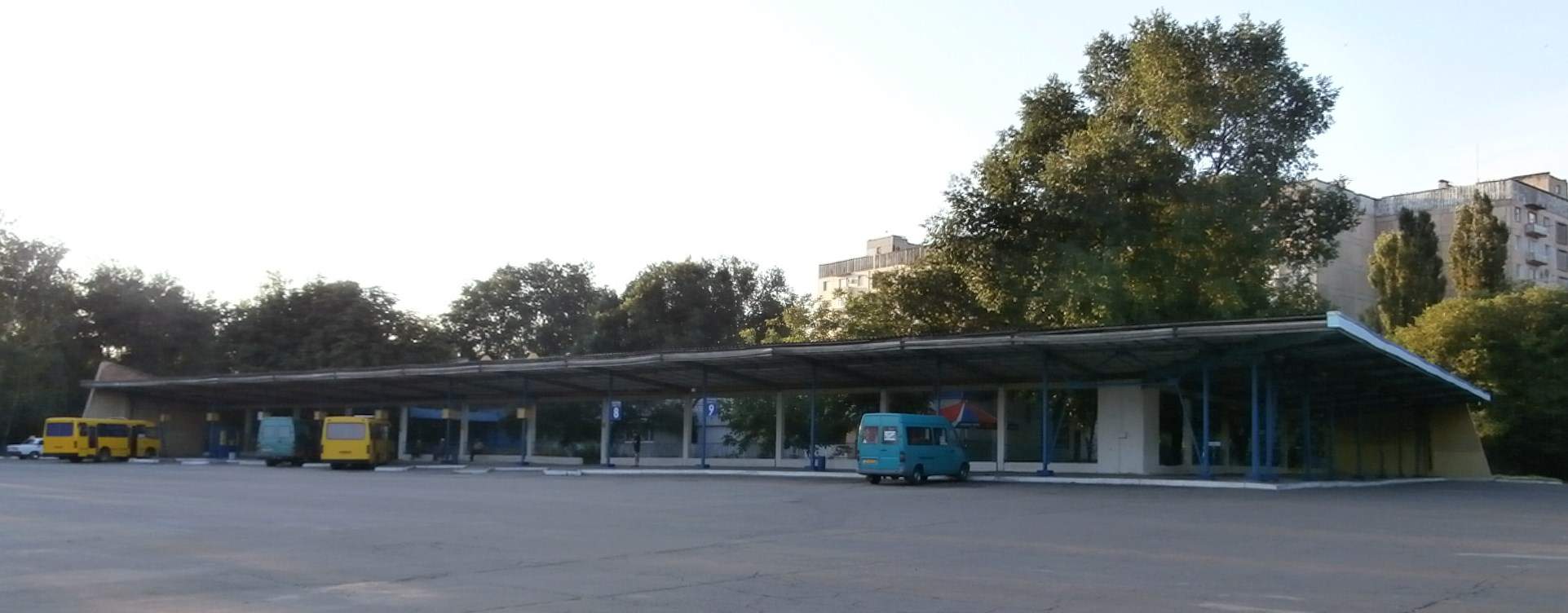
ایستگاه اتوبوس
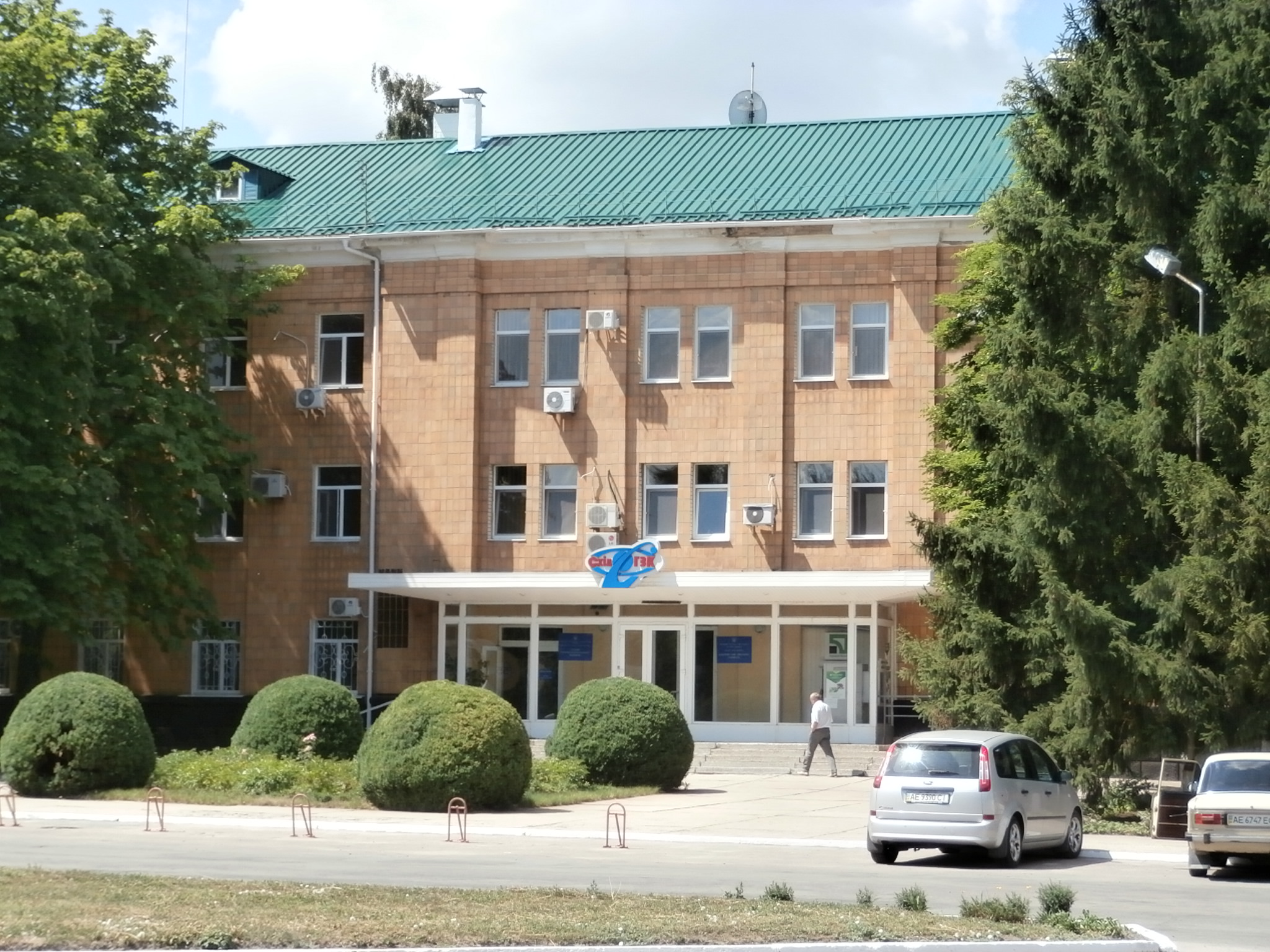
ساختمان کارخانه معدن
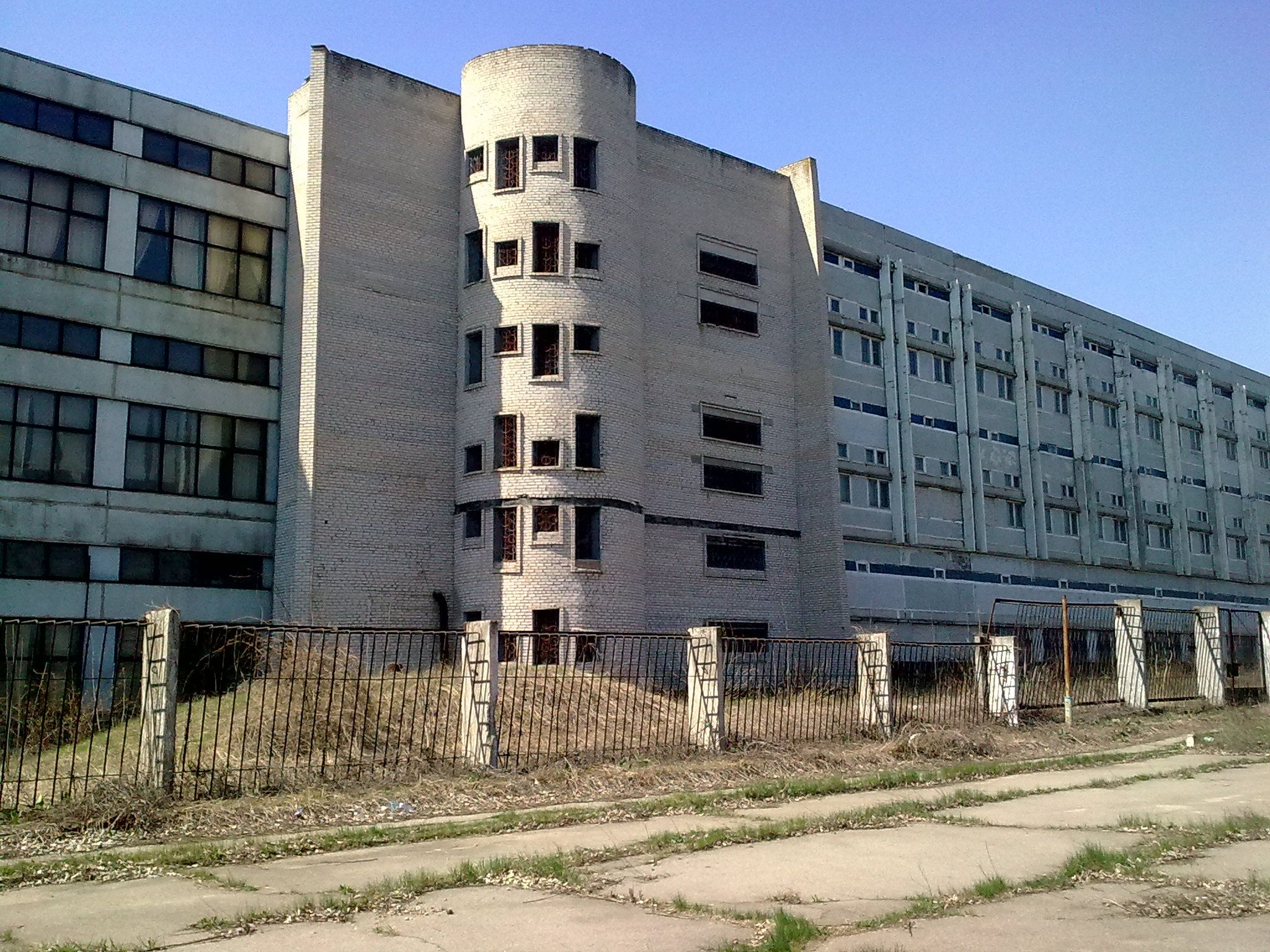
کارخانه سابق در ژوفتی وودی
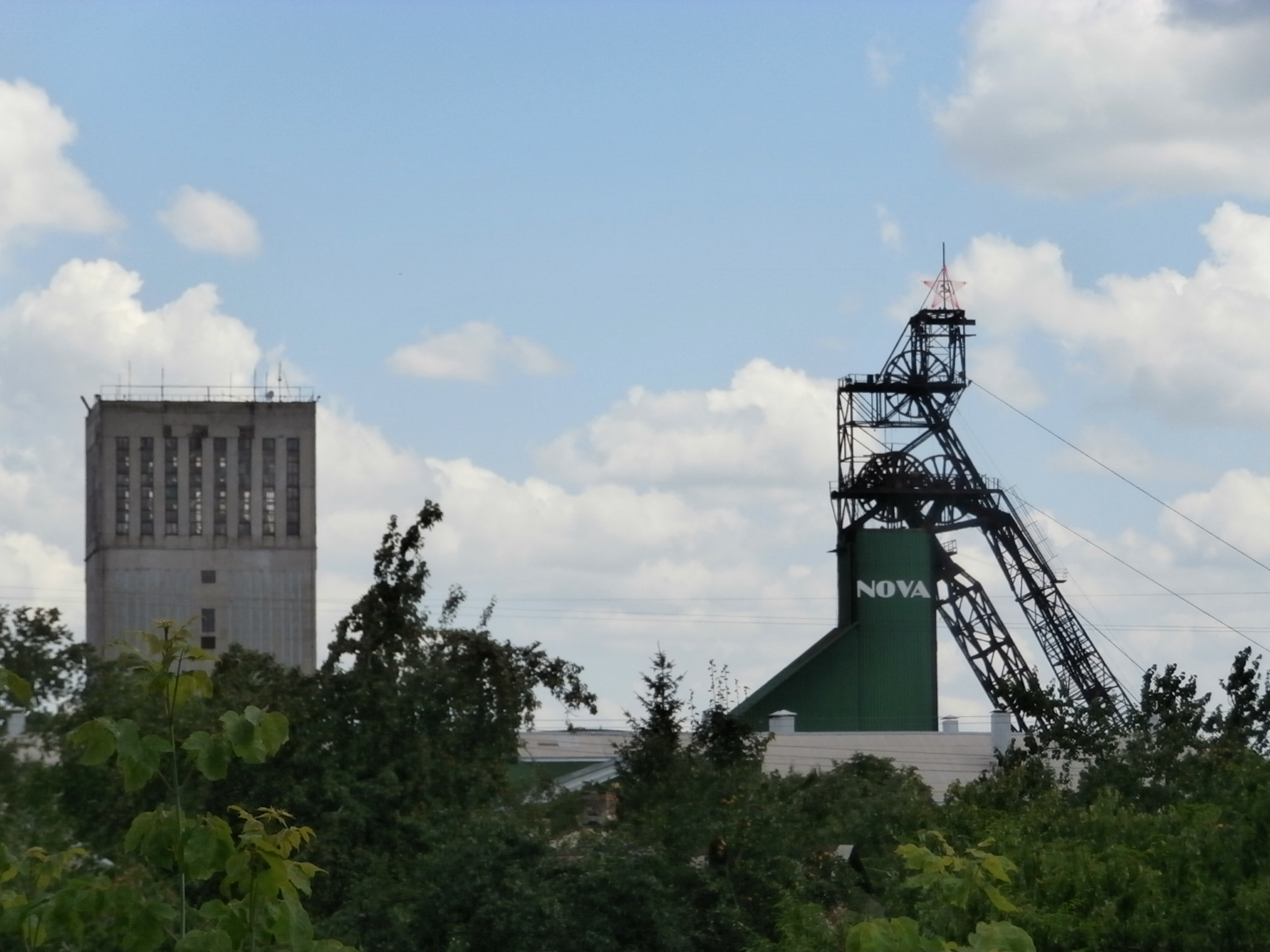
معدن «نوا»
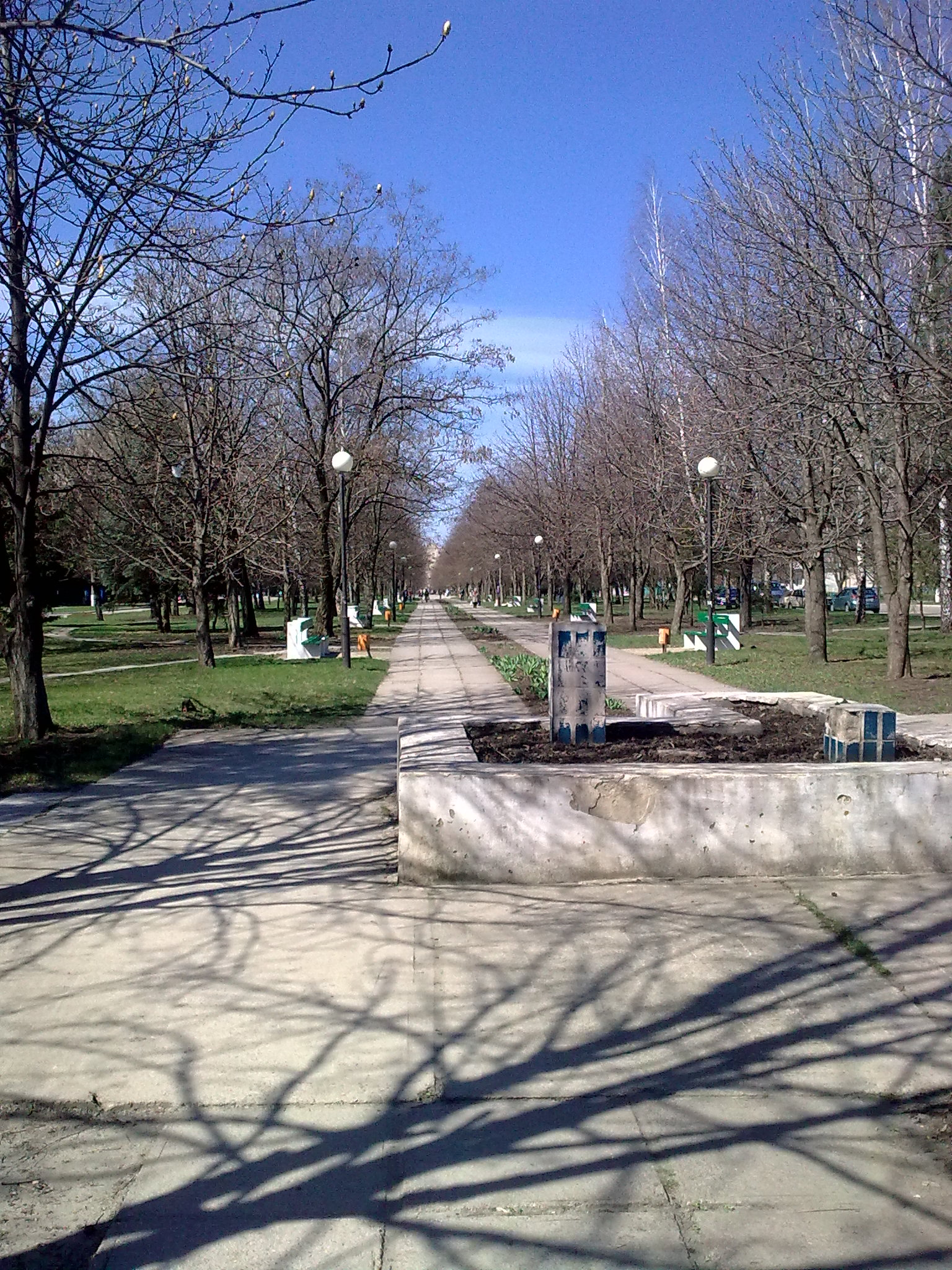
خیابان معدن
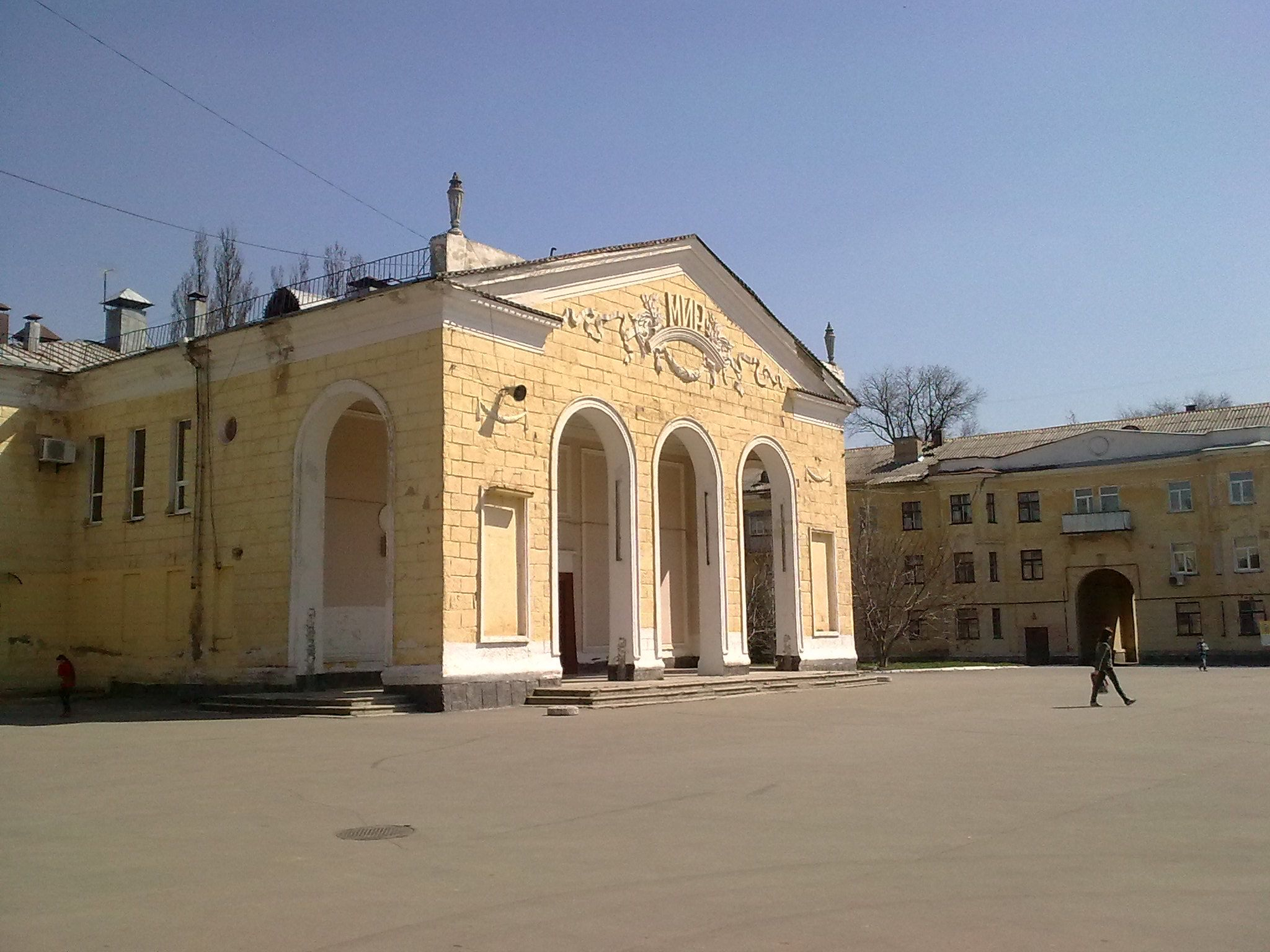
شهر قدیم  ژوفتی وودی
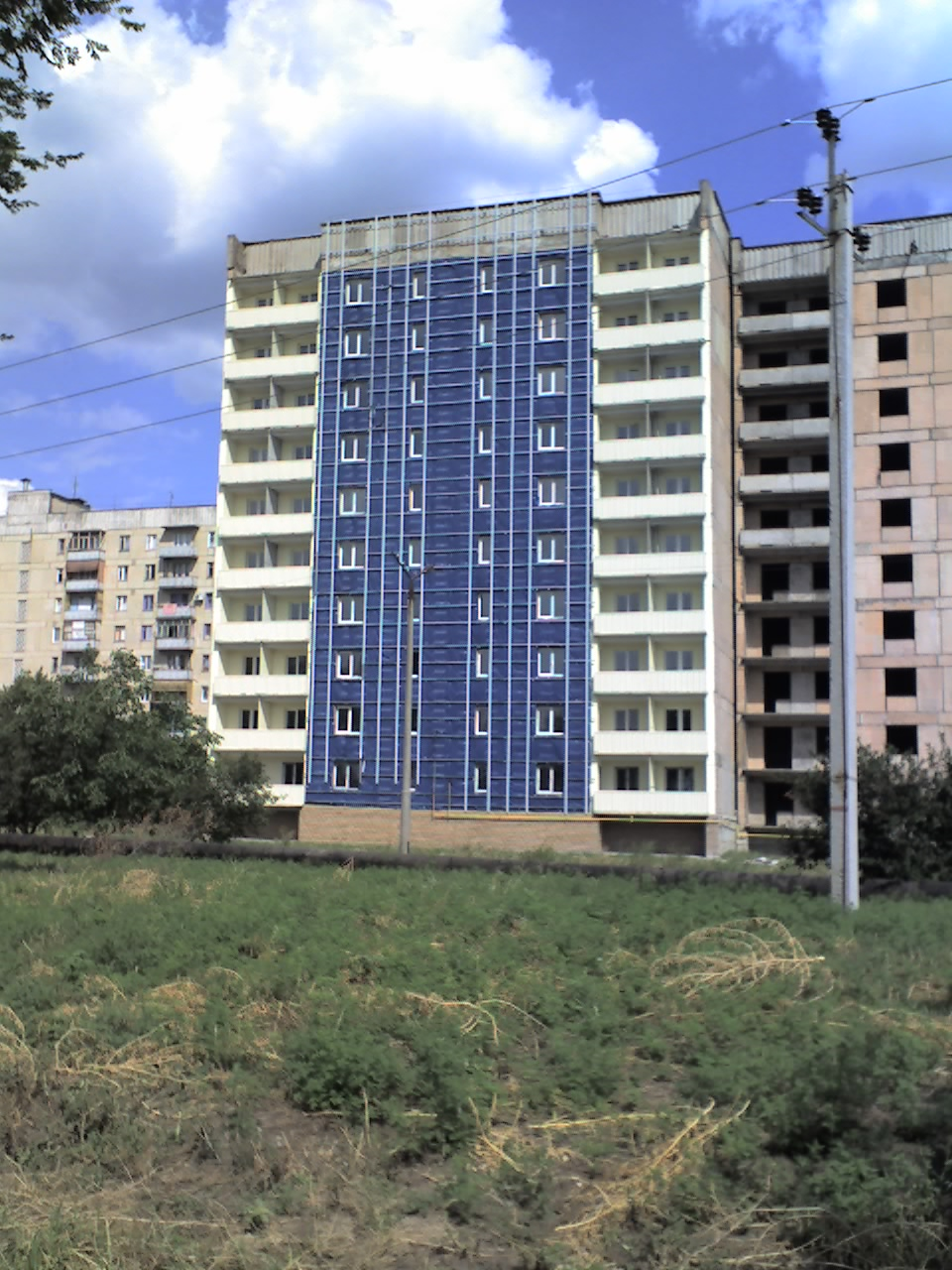
ساختمانی در ژوفتی وودی
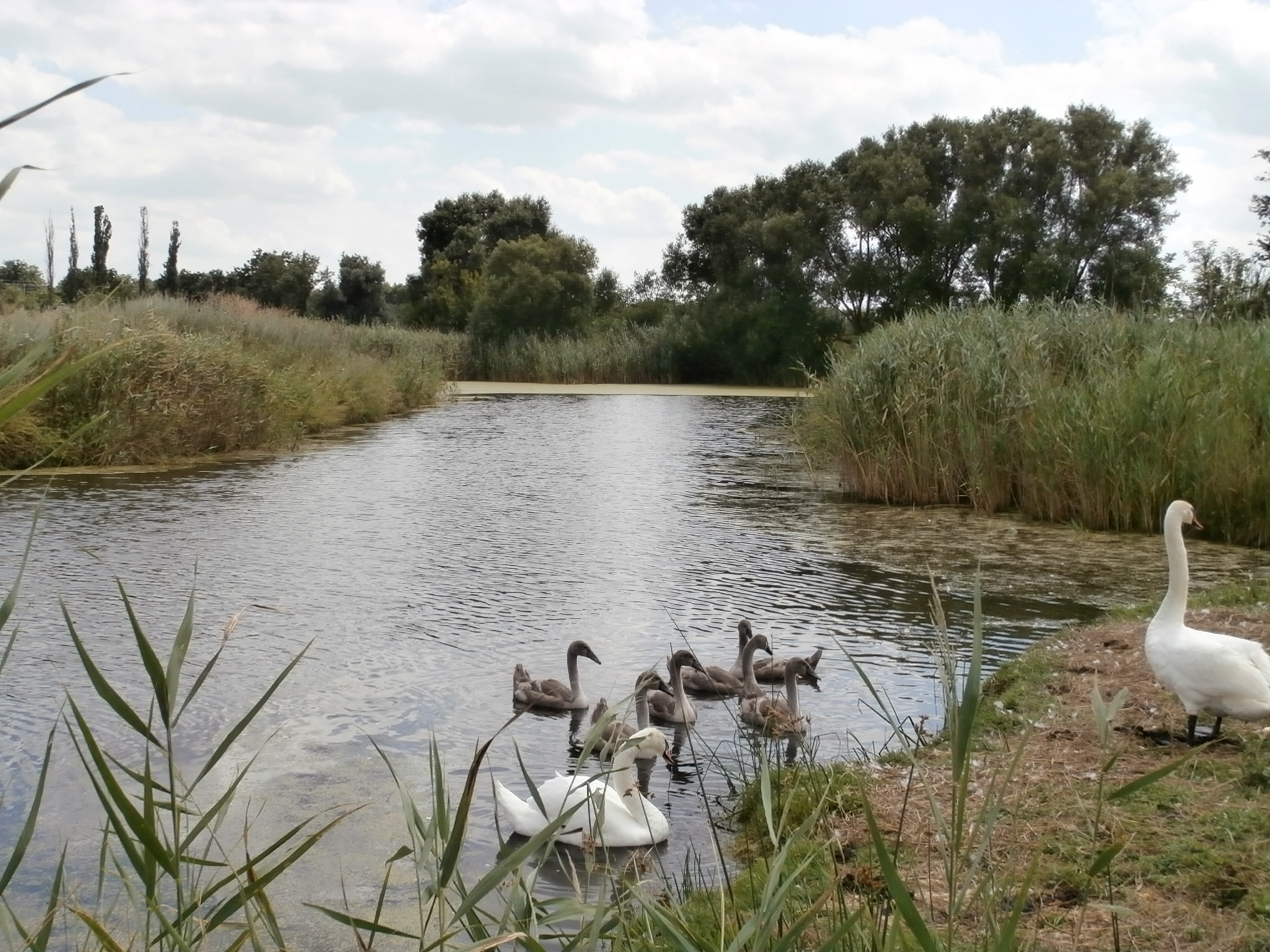
رودخانه ژوفتی
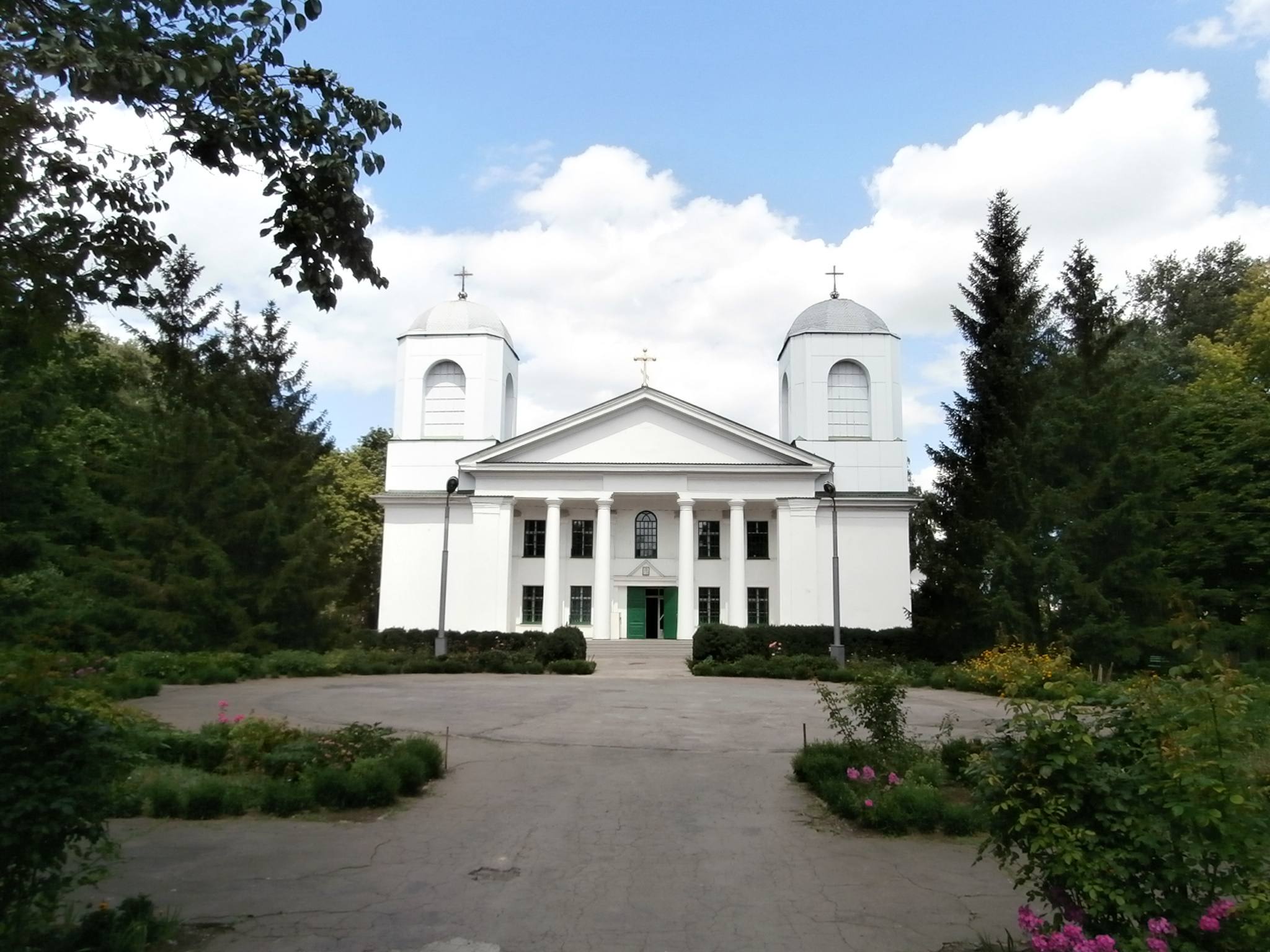
کلیسای ارتدوکس قدیم
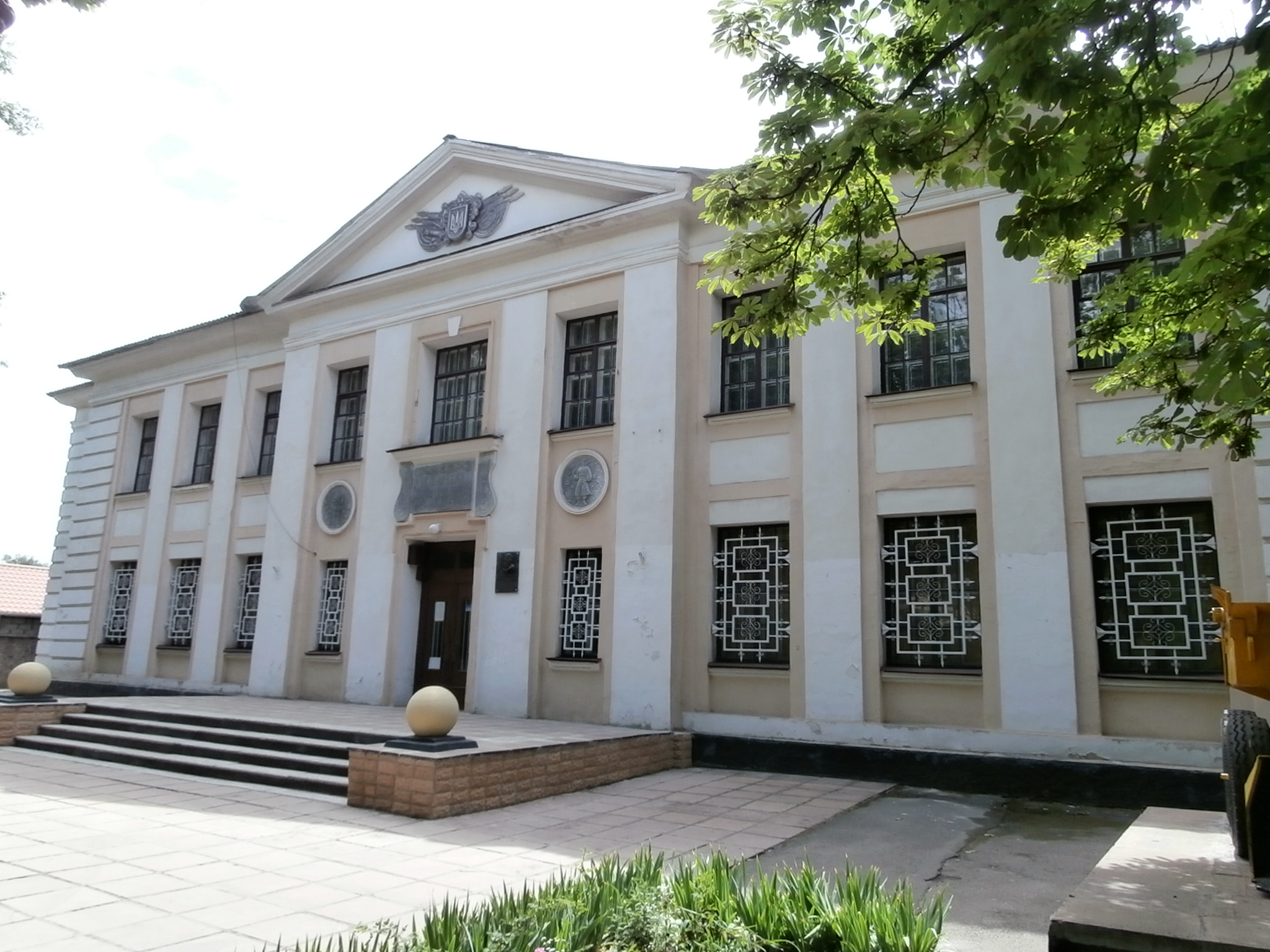
موزه تاریخی ژوفتی وودی
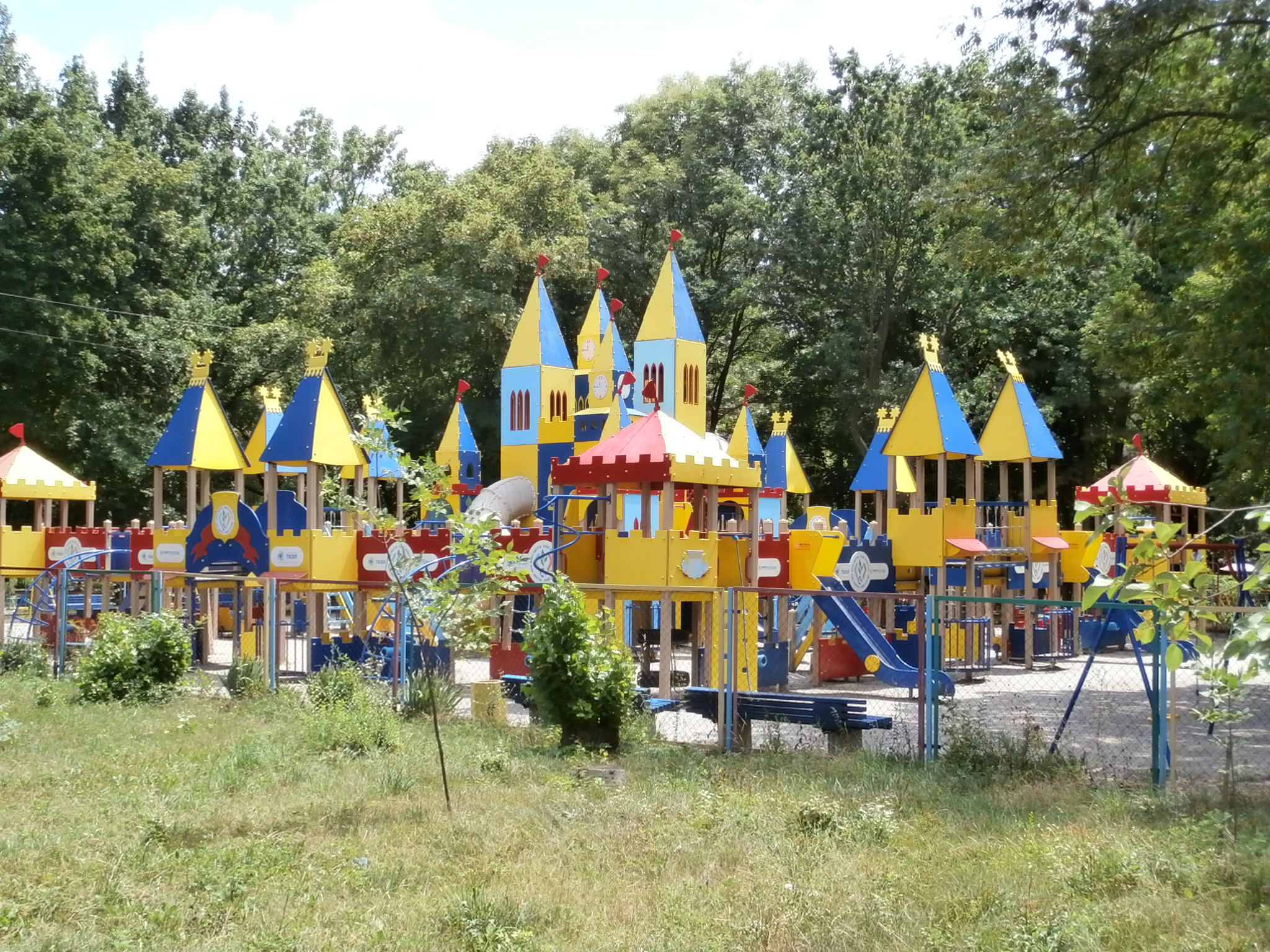
پارک کودکان
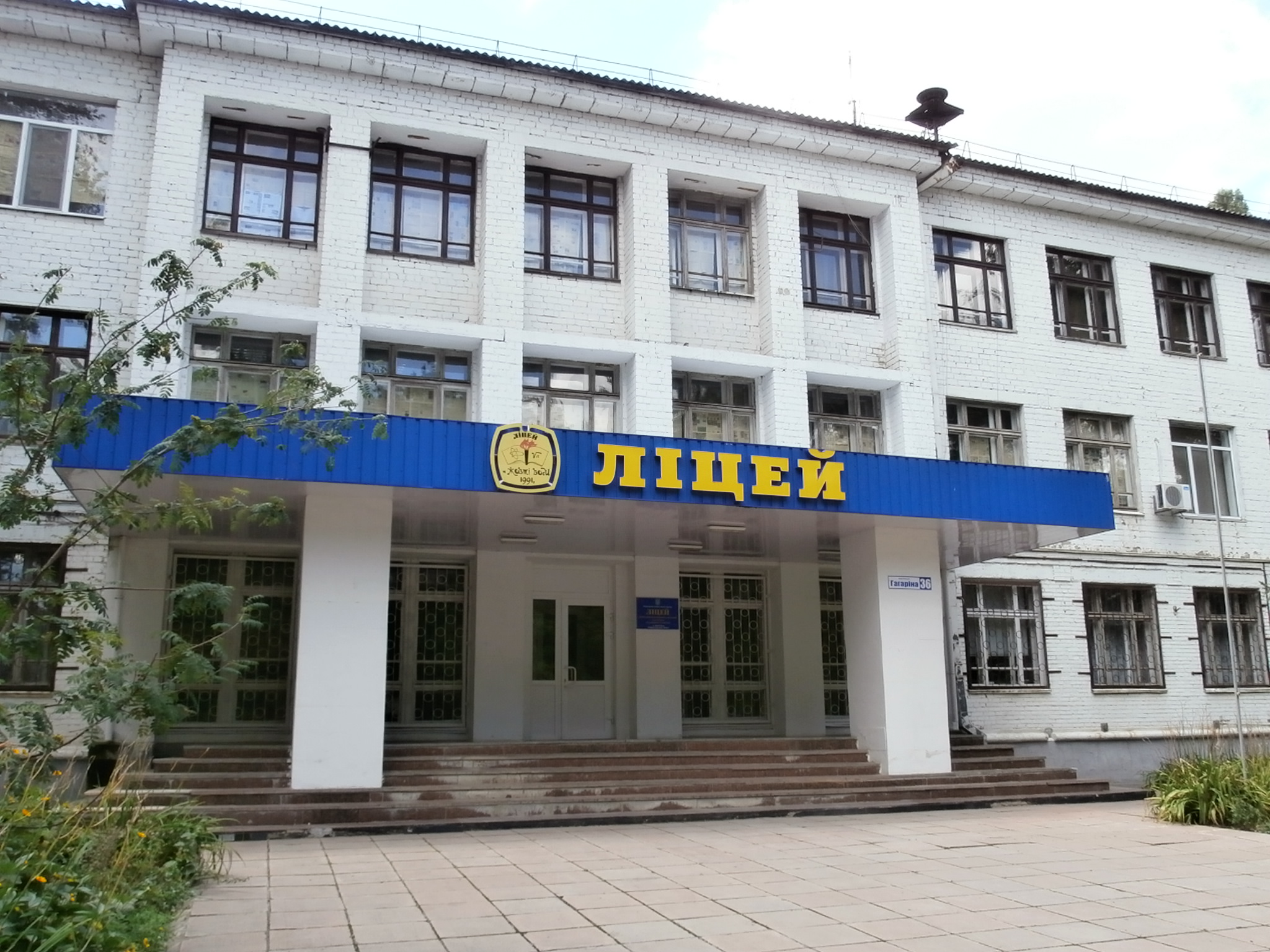
لیسه ژفتی وودی
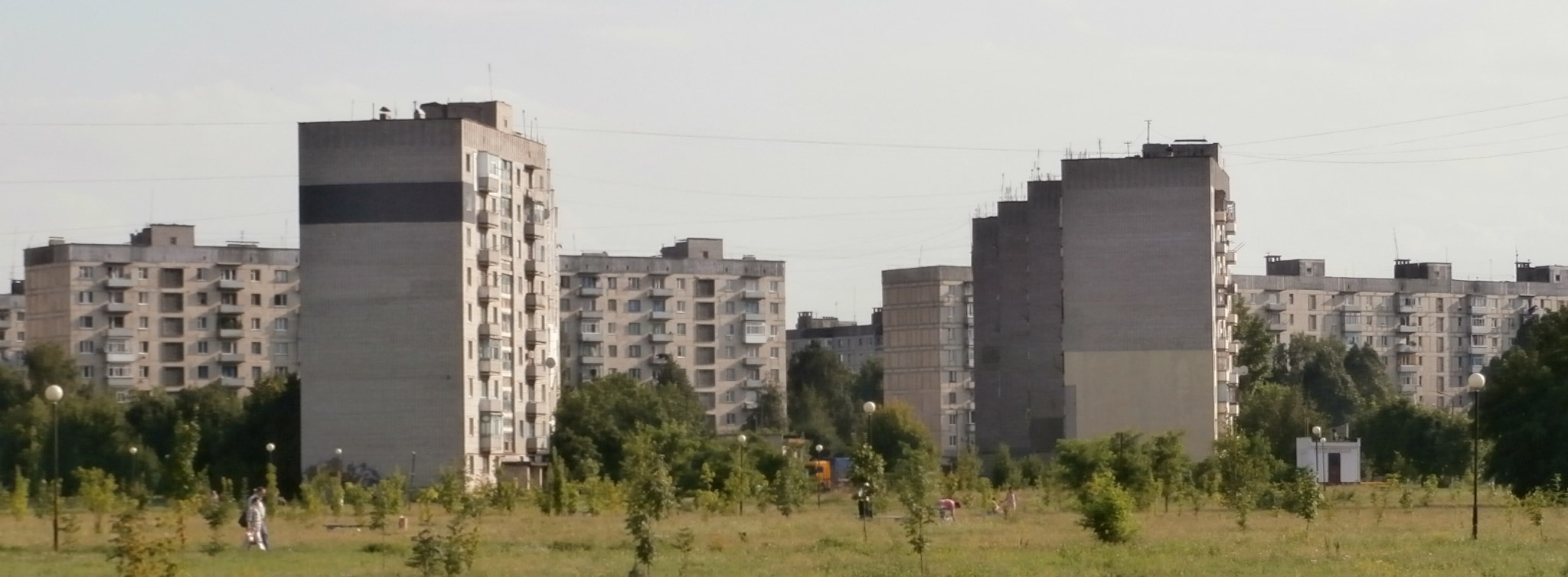
یک بلوک آپارتمانی در ژفتی وودی
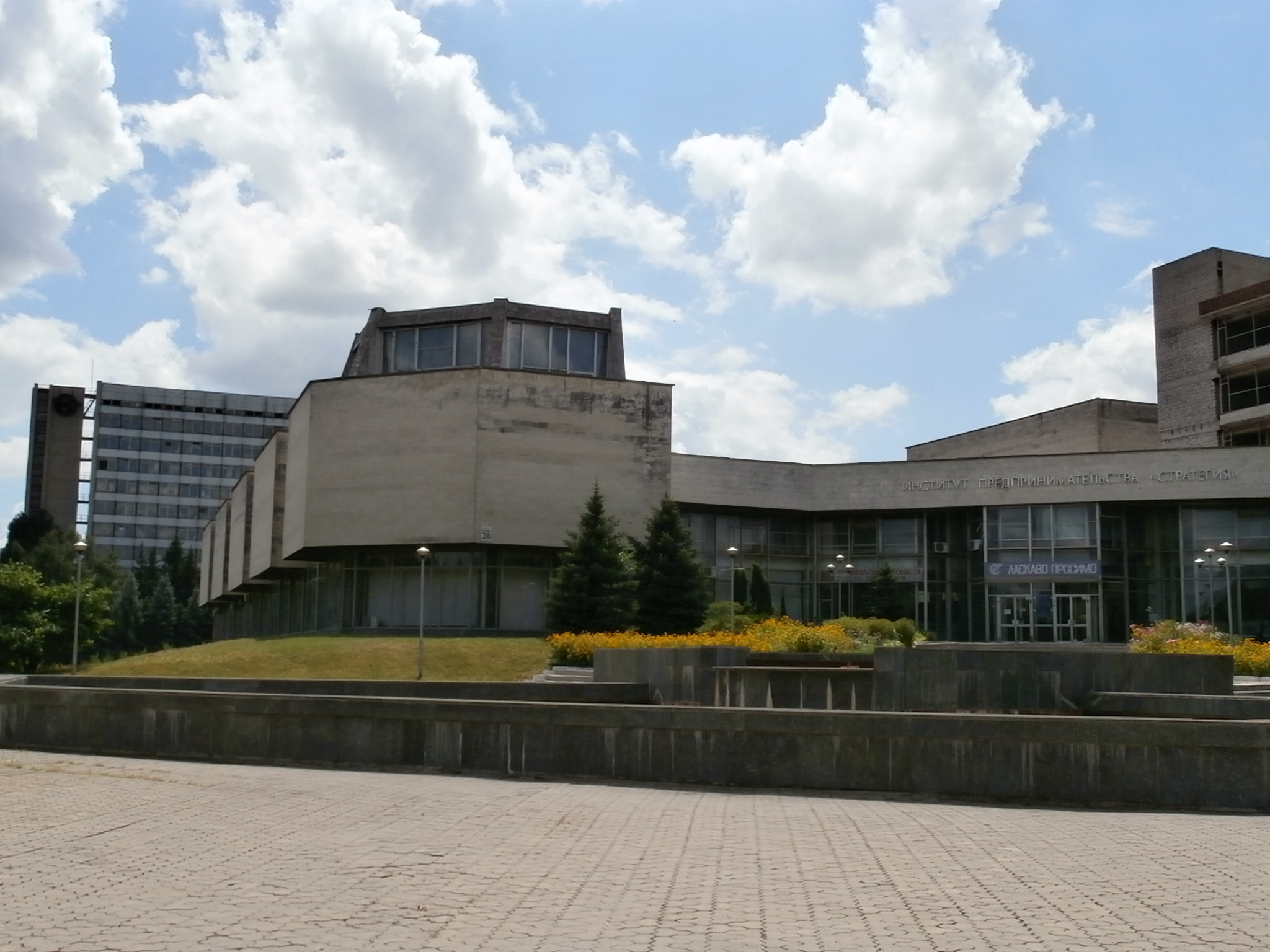
موسسه استراتژی تجارت
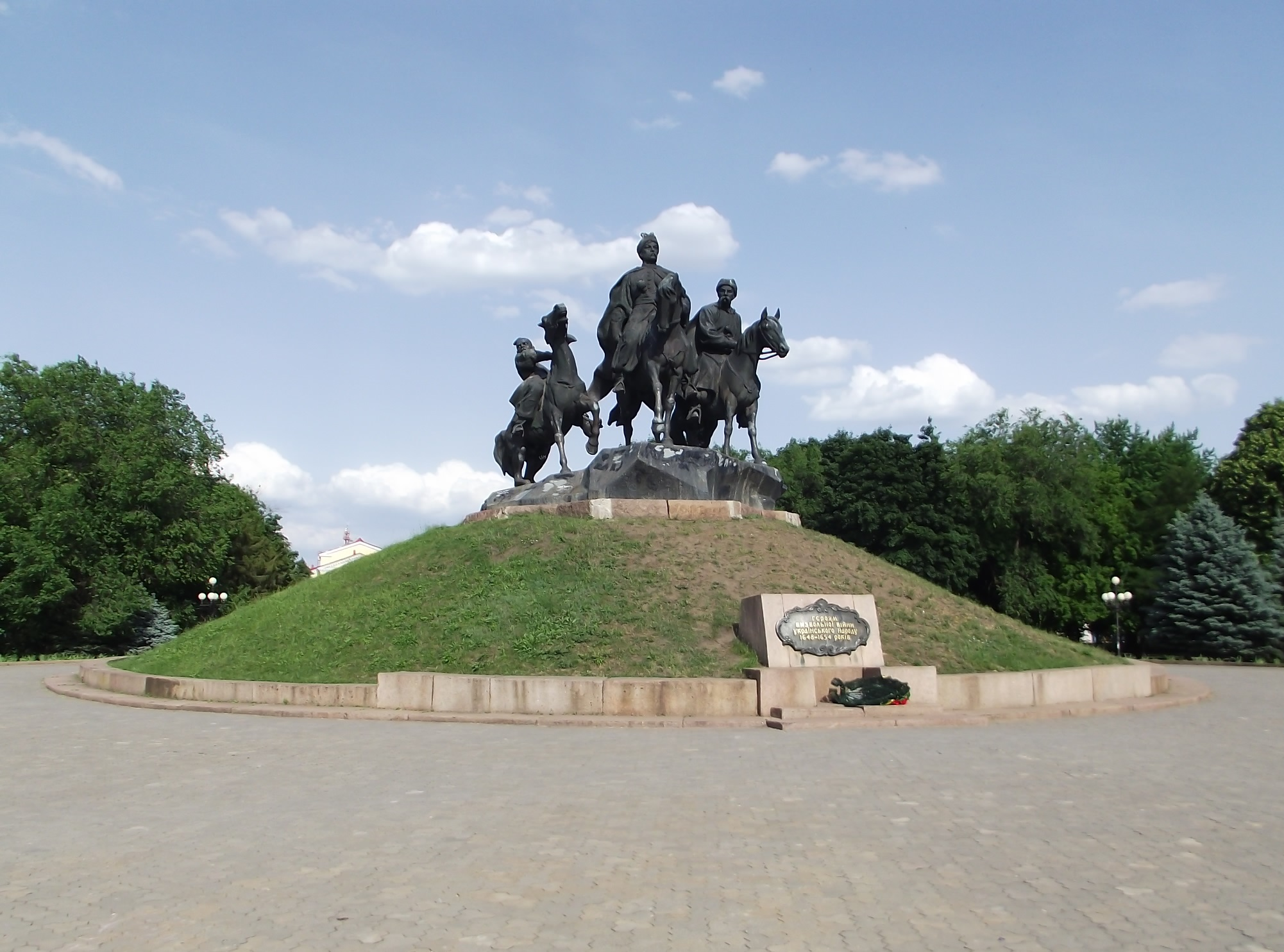
مجسمه قیام خملنیتسکی